# Milpuc (distrito)
Milpuc é um distrito peruano localizado na Província de Rodríguez de Mendoza, departamento Amazonas. Sua capital é a cidade de Milpuc.